# L'investigatore
L'investigatore (Tony Rome) è un film del 1967 diretto da Gordon Douglas. Primo di due film con protagonista questo investigatore, l'altro è La signora nel cemento.

## Trama
L'investigatore Tony Rome è chiamato a ritrovare i gioielli rubati ad una ricca quanto svanita ereditiera, ma giunto a casa della giovane scopre che molti dei preziosi sono stati sostituiti con copie prive di valore, scoprendo così un intricato giro di ricatti, omicidi e false identità.

## Curiosità
Nel film del 1983 Cane e gatto, Tomas Milian interpreta Tony Roma, un riferimento al nome del protagonista di questo film.